# Мохаммед Амин
Моха́ммед Ами́н Хайда́р а́ль-Аулаки́ (араб. محمد أمين حيدر العولقي‎, англ. Mohammed Ameen Haidar al-Aulaqi, 29 апреля 1980, Саудовская Аравия) — саудовский футболист, игравший на позиции полузащитника, участник чемпионата мира 2006 года.

## Карьера

### Клубная
Профессиональную карьеру начал в 1999 году в клубе «Аль-Иттихад» из Джидды, в котором играет по сей день, став вместе с командой за это время 4 раза чемпионом Саудовской Аравии, по 2 раза обладателем Кубка наследного принца Саудовской Аравии и Саудовско-Египетского суперкубка, победителем Арабской лиги чемпионов и дважды Лиги чемпионов АФК, а также финалистом первого в истории розыгрыша Саудовского кубка чемпионов в 2008 году.

### В сборной
В составе главной национальной сборной Саудовской Аравии выступает с 2003 года. Участник чемпионата мира 2006 года, на котором сыграл в 2-х матчах команды. В 2007 году дошёл вместе с командой до финала Кубка Азии, в котором, однако, саудовцы уступили сборной Ирака со счётом 0:1.

## Достижения
Финалист Кубка Азии: (1)
- 2007

Чемпион Саудовской Аравии: (4)
- 1999/00, 2000/01, 2002/03, 2006/07

Обладатель Кубка наследного принца Саудовской Аравии: (2)
- 2000/01, 2003/04

Финалист Саудовского кубка чемпионов: (1)
- 2008

Победитель Лиги чемпионов АФК: (2)
- 2004, 2005

Победитель Арабской лиги чемпионов: (1)
- 2004/05

Обладатель Саудовско-Египетского суперкубка: (2)
- 2001, 2003